# チェリー・ジュビレ

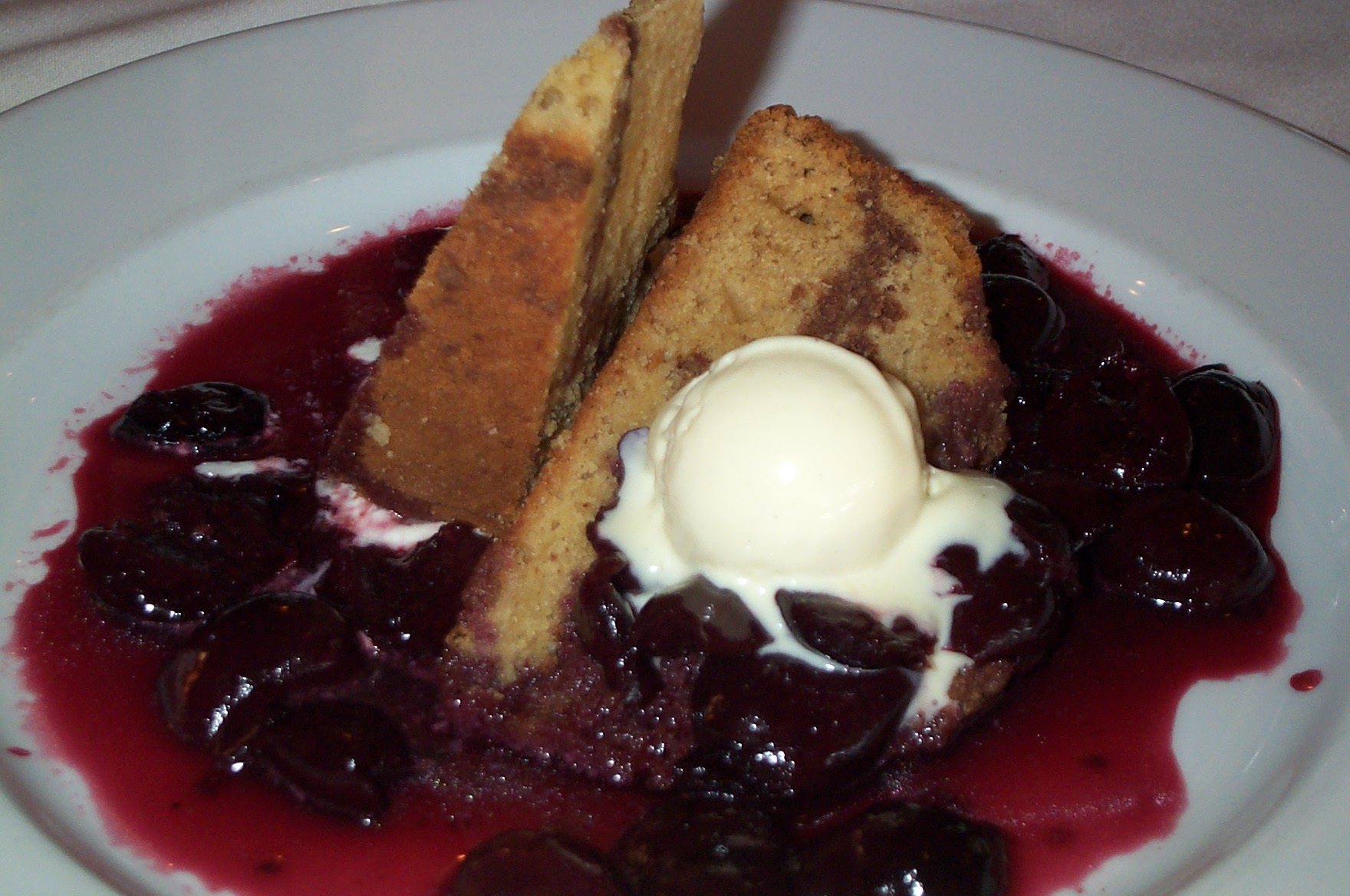
チェリー・ジュビレの例

チェリー・ジュビレ（フランス語: cerises jubilé）は、冷たいアイスクリームにダークチェリーと酒（キルシュヴァッサーなど）を用いた温かいソースをかけたデザート。チェリー・ジュビリーとも。
1897年にイギリスのヴィクトリア女王即位50周年の祝宴の料理を任されたオーギュスト・エスコフィエが考案したデザートである。
酒分を含むソースであるため、提供する際にはテーブルでフランベの演出が行われることもある。
「ジュビレ（jubilé）」（フランス語）、「ジュビリー（jubilee）」（英語）は「50周年記念祭」や「金婚式」の意である。
青森県南部町で生産されている高級サクランボのジュノハートは、収穫量の6割から7割が形や大きさなどを理由に市場へ出せない規格外品として廃棄されていた。この規格外品ジュノハートを利用してチェリー・ジュビレ用ソース「Sakura“N”bow」の生産を行っている。